# Porzecze (stacja kolejowa)
Porzecze (biał. Парэчча, ros. Поречье) – stacja kolejowa w miejscowości Porzecze, w rejonie grodzieńskim, w obwodzie grodzieńskim, na Białorusi. Leży na linii dawnej Kolei Warszawsko-Petersburskiej.
Rozpoczyna tu się wybudowana w 1934 linia do Druskienik (obecnie dojechać można jedynie do Czarnuchy, gdyż linia po stronie litewskiej została zlikwidowana). Na stacji zachował się polski reper z wizerunkiem godła RP z 1919.
Stacja powstała w XIX w. pomiędzy stacjami Grodno a Marcinkańce. W dwudziestoleciu międzywojennym nosiła nazwę Druskieniki. Odchodziła od niej linia do lasów nadleśnictw Druskieniki i Hoża.